# Verónica Zondek
Verónica Zondek Darmstädter (Santiago de Chile, 1953) es una poeta, escritora, traductora y gestora cultural chilena. Comenzó su carrera literaria en la década de 1980, época que estuvo marcada por la aparición de diversas escritoras chilenas y una apertura cultural hacia nuevas propuestas estéticas.

## Biografía
Nace el 17 de diciembre de 1953 en la ciudad de Santiago de Chile. Es descendiente de inmigrantes judíos-alemanes-polacos que llegaron a Chile. Es Licenciada en Historia del Arte por la Universidad Hebrea de Jerusalén en 1976, ese mismo año estudia alemán alcanzando el nivel 3 en el Göethe Institut de Lüneberger Heide, Alemania.
Ha trabajado con su poesía junto a otras expresiones artísticas como teatro, radio teatro, danza, artes visuales, audiovisuales, fotografía y música. También ha trabajado en traducción tanto de textos literarios como de otras materias, sin embargo actualmente sólo se dedica a la traducción de literatura; ha participado en encuentros literarios nacionales e internacionales, y ha organizado o coorganizado varios de ellos; ha formado parte del jurado de diversos concursos literarios; ha publicado artículos y poemas en revistas nacionales y extranjeras; ha realizado talleres, y desempeñado cargos como colaboradora o miembro de diversas organizaciones de arte y cultura nacionales e internacionales.
Es Miembro Correspondiente de la Academia Chilena de la Lengua por Valdivia, del Comité Editorial de LOM y del Comité de Colaboradores de la Colección Caballo de Proa de las Ediciones de la Universidad Austral de Chile (UACh). También es miembro del Centro Cultural de Promoción Cinematográfica de Valdivia (CCPV). En 2017 recibió el premio Reconocimiento a la trayectoria, distinción entregada por la Fundación Neruda.
Tiene un dominio completo de los idiomas español e inglés; y parcial del hebreo, portugués, ladino, yiddish y alemán.
Reside desde el 2004 en la ciudad de Valdivia, Región de Los Ríos, Chile.

## Carrera literaria
Zondek publicó su primer libro de poesía, Entrecielo y entrelínea, en 1984 (reeditado en 2019); período durante el cual fueron editadas varias publicaciones de mujeres que replantearon el escenario de la escritura femenina en Chile a través de temas como la sensualidad, el erotismo, la denuncia, la marginalidad y la reivindicación política, en medio de la represión y censura propia de la dictadura. Durante la década de 1980 aparecieron también La sombra tras el muro (1985), El hueso de la memoria (1988, reeditado en 1995 y el 2011) y Cartas al azar (muestra de poesía chilena, 1989) en coautoría con María Teresa Adriasola.
Durante la década de 1990 se publicaron Vagido (1990), Vagido II (1991 reeditado en 2014), Peregrina de mí (1993), Membranza (1995) que es una recopilación de su poesía editada hasta la fecha) y Entre Lagartas (1999) una obra de poesía y grabados (de la grabadora Gabriela Villegas). En 2002 publicó su libro infantil La misión de Katalia. En coautoría con Silvia Guerra publicó El ojo atravesado: Correspondencia entre Gabriela Mistral y los escritores uruguayos (2005) y El ojo atravesado (II) contexto de recepción: Gabriela Mistral/Escritores uruguayos (2007). En 2009 colaboró con los poemas para el libro de la fotógrafa Pilar Cruz Memoria sensible de la Sinagoga de calle Serrano. Los libros de poesía publicados durante los 2000 fueron El libro de los valles (2003), Por gracia del hombre (2008), La ciudad que habito (2012, reeditado 2021), Instalaciones de la memoria fotopoema en colaboración con Patricio Luco (2013), Nomeolvides: Flores para nombrar la ignominia (2014), Sedimentos (reedición conjunta de dos libros: El hueso de la memoria y Vagido, 2015), Fuego frío (2016), Una pequeña historia (2018), la antología poética Ojo de Agua en 2019, De a dos (2019, poesía-fanzine), además de su versión en audiolibro para el proyecto para no videntes Hablan los libros en 2021.
El portal Literatura Los Ríos realiza una pequeña reseña de su trabajo donde rescata el arraigo de su poesía en su tradición judía y El Holocausto como epítome de la tragedia humana, además de las relaciones que establece desde ahí con las luchas histórico sociales, temas de género, elementos naturales y metatextuales, y el recuerdo.
Este abanico de temáticas sería coincidente con su visión de las personas como una “retahíla de fragmentos zurcidos” donde los fragmentos que hablan siempre varían, así la poesía y la traducción en ella aparecen como dos elementos que permiten la identificación de los rasgos propios que coinciden con el otro u otra y amplían el mundo conocido. Para Zondek: “Las lenguas y las manifestaciones humanas incluyendo las de la escritura, encierran misterios a develar, modos de estar en el mundo y nos abren al conocimiento y a la empatía con la otredad. Y a mí, eso me parece un acto político de suma importancia.”

## Otras dimensiones de su carrera
En paralelo a su carrera literaria ha realizado y publicado traducciones de Derek Walcott, June Jordan, Gottfried Benn, Anne Sexton, Anne Carson, Emily Dickinson y Gertrude Stein.
Al ser consultada por la dificultad de traducir poesía en una entrevista en la tercera, Zondek la define así: “Traducir poesía es para mí, un oficio y un trabajo completamente comprometido, pero sobretodo una forma de leer más hondamente, de enriquecerme con otros y también de abrir la voz de alguien desconocido o mal traducido, a mi juicio, a otros lectores como yo. Es un viaje que me aleja de mí sólo para traerme de vuelta con más fuerza y siempre más rica, más ancha. Es quizás una obsesión más de las muchas otras en las que me involucro y siempre me deja feliz, cuando siento que lo logro.”
Ha dedicado varios trabajos de estudio a Gabriela Mistral como El ojo atravesado: Correspondencia entre Gabriela Mistral y los escritores uruguayos (2005) y El ojo atravesado (II) contexto de recepción: Gabriela Mistral/Escritores uruguayos (2007), ambos en coautoría con Silvia Guerra, y Mi culpa fue la palabra (2015) obra reunida de la que Zondek estuvo a cargo. Según sus propias palabras, Gabriela Mistral es una poeta interesante y una gran intelectual que jugó un rol público importante que se ha mal leído o entendido porque, en parte, se ha intentado encajarla en el sistema bajo figuras como la profesora, la mujer amargada o la amante de los niños.
También ha realizado talleres en la corporación cultural municipal de Valdivia, en la biblioteca pública, en colegios de la comuna y talleres particulares. En la página Comunidad Creativo Los Ríos la destacan como parte de la corriente de escritores locales que busca incentivar la formación de nuevos escritores con identidad propia, no como copia de sus maestros.

En 1985-1986 fue encargada del taller de lectura y escritura para mujeres pobladoras de la Casa de la Mujer de Pudahuel. Posteriormente, desde 2008, se dedica de manera habitual a los talleres de lectura y talleres de lectura y escritura.

## Obras

### Libros publicados
- 2022, Hola Ratón Con Cola, libro de poemas infantiles ilustrado por Roberto 	Arroyo, Del Cardo Ediciones, Valparaíso, Chile
- 2022, Cold Fire (Fuego Frío) – traducción al inglés por Katherine Silver, World Poetry 	Books, New Poetry in Translation, Connecticut, USA
- 2021, Ojo de Agua, audiolibro (proyecto hablan los libros), Stgo., Chile
- 2021, La ciudad que habito (poesía), 2.ª edición, Aparte Ed., Arica, Chile
- 2021, La Morgue y otros poemas de Gottfried Benn (traducción), Ediciones UACh, Colección Caballo de Proa, Valdivia, Chile
- 2020, Poésie postale (poema postal) traducción al francés de poema Búsqueda cansina por Rachel Martínez, Canadá
- 2020, Takket vaere mennesket (Por Gracia de Hombre) - traducción al danés por Malene Boeck Thorborg, Det Poetiske Bureaus Forlag, Denmark
- 2020, El mundo es redondo de Gertrude Stein (audio-libro leído por la autora (-novela infantil-traducción), leolento.cl, Stgo., Chile
- 2020, El mundo es redondo de Gertrude Stein (novela infantil-traducción), Editorial Bisturí 10, Santiago, Chile
- 2019, Entrecielo y entrelínea, (poesía) 2.ª edición, Aparte Ed., Stgo. -Arica, Chile
- 2019, Ojo de Agua (Antología poética), Lumen, Santiago, Chile
- 2019, De a dos, (poesía-fanzine) Colectiva Qué Foerte (colectiva+microeditorial Feminista), New York, USA
- 2018, Zumbido de Emily Dickinson, (poesía, traducción) c/ Verónica Zondek, Rodrigo Olavarría y Enrique Winter, Universidad de Valparaíso (UV), Valparaíso, Chile
- 2018, Red Doc> de Anne Carson, (poesía, traducción) LOM Ediciones, Santiago, Chile
- 2018, Red Doc> de Anne Carson (poesía. Traducción), BAJOLALUNA, Buenos Aires Argentina
- 2018, Una Pequeña Historia (poesía), Cuadro de Tiza, Santiago, Chile
- 2018-  La muerte de los padres (traducción) de Anne Sexton, Zindo & Gafuri, Buenos Aires, Argentina
- 2017- Red Doc> de Anne Carson (poesía. Traducción), Trilce Ediciones, D.F., México
- 2016- Fuego Frío (poesía), LOM Ediciones, Santiago, Chile
- 2015- Obra reunida, Gabriela Mistral, Mi Culpa es la palabra, (introducción y edición de Verónica Zondek) LOM Ediciones, Santiago, 2015
- 2015- Sedimentos (poesía, El hueso de la memoria y Vagido), Amarcord, Madrid, España
- 2014- El Bebé de la muerte y otros poemas (poesía.  Traducción) de Anne Sexton, Calabaza del Diablo, Santiago, Chile
- 2014- Nomeolvides:  Flores para nombrar la ignominia(poesía), LOM Ediciones, Santiago, Chile - llevado al radioteatro por la cineasta y actriz Claudia Aguilera
- 2014- Vagido (poesía), Alquimia Ediciones, Santiago, Chile
- 2013- Instalaciones de la memoria (poesía) Fotografía:  Patricio Luco, Alquimia Ediciones (Proyecto Fondo del Libro), Santiago, Chile
- 2012- La morgue y otros poemas de Gotfried Benn (poesía, traducción Verónica Zondek), revista electrónica No Retornable V 12, Buenos Aires, Argentina
- 2012- La ciudad que habito, (poesía), Proyecto CONARTE, Editorial Kultrún, Valdivia, Chile
- 2011- El hueso de la memoria, (poesía), 3.ª edición, 1.ª en Chile, Editorial Cuneta, Santiago, Chile.
- 2010-  Poema sobre mis derechos de June Jordan, traducción Verónica Zondek, Cuadro de Tiza Ediciones, Santiago, Chile
- 2009-  Editora libro Escrituras de la Traducción Hispánica resultado del Coloquio del mismo nombre llevado a cabo el 2008.  Editado por la Univ. Austral y Kultrún, Valdivia, Chile.  Recoge todas las ponencias de ese coloquio
- 2009- Memoria sensible de la Sinagoga de calle Serrano, fotografía de Pilar Cruz, poema de Verónica Zondek, Ograma Impresores, Santiago, 2009
- 2008- Por Gracia de Hombre, (poesía) editorial LOM, Santiago, Chile.
- 2007- El ojo Atravesado (II) Contexto de recepción: Gabriela Mistral/Escritores uruguayos, (epistolario) editorial LOM, Santiago, Chile. En coautoría con Silvia Guerra.
- 2005- El ojo Atravesado: Correspondencia entre Gabriela Mistral y los escritores uruguayos, (contexto epistolario anterior, incluye CD con conferencias de Mistral en Montevideo, 1938) editorial LOM, Santiago, Chile. En coautoría con Silvia Guerra.
- 2003- El Libro de los Valles, (poesía) editorial LOM, Santiago, Chile.
- 2002- La Misión de Katalia, (cuento infantil) editorial Faro de Luz, Santiago, Chile.
- 1999- Entre Lagartas, (poesía y grabado) editorial LOM, Santiago, Chile. Además, se realizaron diez carpetas originales, forradas en lino, con los grabados y poemas.
- 1995- Membranza, (recopilación de libros de poesía editados hasta esa fecha) co-edición editorial Cordillera, Canadá y Editorial Cuarto Propio, Santiago, Chile.
- 1995- El hueso de la memoria (poesía) 2.ª edición, Editorial Último Reino, Buenos Aires, Argentina.
- 1994- Poemas de Derek Walkott  (traducción)) Ediciones Bajo el Volcán, Santiago, Chile.
- 1993- Peregrina de Mí, (poesía) editorial Cuarto Propio, Santiago, Chile.
- 1991- Vagido (II), (poesía) editorial Último Reino, Buenos Aires, Argentina.
- 1990- Vagido, (poesía) ediciones Embalaje, Museo Rayo, Roldanillo, Colombia.
- 1989, CARTAS AL AZAR (muestra de poesía chilena) ediciones Ergo Sum. Santiago, Chile. En coautoría con María Teresa Adriasola.
- 1988- El Hueso de la Memoria, (poesía) editorial Último Reino, Buenos Aires, Argentina, 1.ª edición.
- 1985- La sombra tras el muro (poesía) Ediciones Manieristas, Santiago, Chile. (libro traducido al inglés).
- 1984- Entrecielo y Entrelinea, (poesía) 1.ª edición, ediciones Minga, Santiago, Chile.

### Antologías poéticas y ensayos
- 2021, octubre, Catrileo-Zondek-Jiménez; Editorial Banca de Helechos, Colección Helecho Común, Libro Uno, Santiago, Chile
- 2021, noviembre- Palabra de poeta (Antología de poesía del IV Festival Internacional de Poesía de Santiago 2021, Santiago, Chile
- 2021, Poetas Hispanoamericanas Contemporáneas (poéticas y metapoéticas siglo XX y XXI), editado por Milena Rodríguez Gutiérrez, publicado por Gruyter GmbH, Berlin/Boston, USA
- 2021, Una invitación, un poema (libro digital), compilación Carolina Pezoa y Dante Canales, Rumbo Editores, Stgo., Chile
- 2021, Tanto fervor tiene el cielo-Antología de poetas chilenas, Cohuiná Cartonera Editores, México D.F., 2021
- 2020, Estrategia del poema, 72 autorxs hispanoamericanos, editores: Octavio Gallardo y Armando Salgado, versión digital
- 2019, Amor, Antología Colectiva de Poesía, Editorial Bisturí 10, Santiago, Chile
- 2018, Cuerpos desiguales. Antología de poesía de mujeres chilenas del siglo XX, Eugenia Brito, Universidad de Talca Ediciones, Talca, Chile
- 2018, Encrucijada 2018, antología, V Encuentro Internacional de poesía Ciudad de los Anillos, Gary Daher y Gabriel Chávez Casazola editores, Editorial 3600, Bolivia
- 2017, Cocina y Literatura, ensayos literarios sobre gastronomía y ensayos gastronómicos sobre literatura, Ana Franco (compiladora), Palabras a Fuego Lento, Verónica Zondek, Colección Heterodoxos, LOM Ediciones, Stgo., Chile
- 2017, The Other Tiger, Recent poetry from Latin America, editor Richard Gwyn, Seren de Poetry Wales Press, Wales
- 2016, Esta mística de relatar cosas sucias, Ensayos en torno a la obra de Carmen Ollé, editoras:  Mariela Dreyfus, Bethsabé Huamán Andía, Rocío Silva Santisteban, artículo: Espejito, espejito …. Indicaciones de ruta para una imagen femenina posible, Verónica Zondek, Latinoamericana Editores, Lima, Perú
- 2016, Memoria Viva, Historias de refugiados y sobrevivientes de la Shoá que se albergaron en Chile, Un homenaje a Chile por haberlos acogido, editora Karen Kodner, Fundación Memoria Viva, Santiago, Chile
- 2016, Antología Poesía Chilena Viva, 130 Años Academia Chilena de la Lengua, Edición y prólogo Adriana Valdés, Ediciones Tácitas, Stgo. Chile
- 2016, Selección de Ana Garralón, Universos, antología de poesía chilena, Entramas, poesía para jóvenes, Ediciones SM Chile, Stgo., Chile
- 2016, Raquel Lanseros y Ana Merino (editoras), Poesía soy yo, Poetas en español del siglo XX (1986-1960), Colección Visor de Poesía, Madrid, España
- 2016, Hojas de Poesía FNB, Fundación Nancy Bacelló, Montevideo, Uruguay
- 2015.  Jorge Fondebrider (compilador) Poetas que traducen poesía, LOM Ediciones, Stgo., Chile
- 2015-  Silvia Guerra editora, Hojas de poesía de la Fundación Nancy Bacelo(FNB), Carpeta 002, Montevideo, Uruguay
- 2014.  Gonzalo Contreras (editor), Elogio del bar (Bares y poetas de Chile), Editorial Etnika, Santiago, Chile
- 2013.  T. Calderón, L. Calderón y Thomás Harris (antologadores), Antología de poesía chilena II, La generación NN o la voz de los 80, Catalonia, Santiago, Chile
- 2011.  ELE 4, La Vaquita N.º 5, R. Landaeta, M. Rojas, L. Videla (editores), Pillaje ediciones, Valdivia, Chile
- 2011.  Rei Berroa (editor), Palabra cargada de futuro, Colección Libros de la Luna, Sto. Domingo, República Dominicana
- 2011. Jaime Huenún Villa (compilador y editor), Lof Sitiado, homenaje poético al pueblo mapuche de Chile, Talleres LOM, Santiago, Chile
- 2011.  Edson Faúndez y Dieter Oelker L. (editores)Guardo el signo y agradezco, aproximaciones críticas a la obra de Gabriela Mistral, Editorial Universidad de Concepción, Cuadernos Atenea, Concepción, Chile
- 2010.  Andrés Morales (Estudio, selección y notas) Antología poética de la generación del ochenta, Editorial MAGO, Santiago, Chile
- 2010-     Fernanda Arrau (compiladora), Poemas que caminan, vuelan y nadan, Recrea Libros, Santiago, Chile
- 2009 – Verónica Zondek (editora), Escrituras de la traducción Hispánica, Coloquio Internacional, Universidad Austral de Chile y Ediciones Kultrún, Valdivia, Chile
- 2009 – Josefina Muñoz Valenzuela (antologadora) “Mujeres de palabras” muestra de escritoras chilenas, Ministerio de Educación de Chile, Stgo, Chile
- 2008 – Damaris Calderón (Antologadora) “Los cuatro puntos cardinales son tres: el norte y el sur (panorama de la poesía chilena)” Editorial Arte y Cultura , La Habana, Cuba
- 2008- Fabián Muñoz (Antologador) El Árbol de los Libres - Poetas de la generación NN de Chile, Ediciones Arlequín, México.
- 2007- Mario Campaña (antologador), Casa de Luciérnagas, Antología de poetas hispanoamericanas de hoy, Bruguera, LAR Ediciones. Barcelona, España.
- 2007- Fernando Alegría (antologador), Poesía Chilena en el siglo XX, LAR Ediciones, Concepción, Chile.
- 2007- Gonzalo Contreras (antologador), Poéticas de Chile, editorial Etnika, Santiago, Chile.
- 2006- Gonzalo Contreras (antologador), Poesía chilena desclasificada (1973-1990), editorial ETNIKA, Santiago, Chile.
- 2005- Alfredo Pérez Alencart y Pedro Salvado (antologadores) Os Rumbos do Vento, Los Rumbos del Viento (Antología de poesía), Trilce Ediciones, Salamanca, España.
- 2005- Julio Espinosa (antologador), Antología, La poesía del siglo XX en Chile, La Estafeta del Viento-Colección Visor de Poesía, Madrid, España.
- 2004- CD- Poetas-Chile siglo XXI, Vol. 8, Colección Rayentrú, Rayentrú Editores, Santiago, Chile.
- 2004- Fragment, Revista Heterogénesis, revista y video, Poetas en relación con Neruda, Suecia.
- 2003- Gonzalo Rojas y I.E. Hansen (antologadores), Latitudes Extremas (12 poetas, chilenas y noruegas), editorial Tabla Rasa, Madrid, España.
- 2003- Floridor Pérez (antologador), Antología poética del deporte y los juegos, editorial Zig-Zag, Santiago, Chile.
- 2002- Luis Bravo (antologador), Nómades y Prófugos, Entrevistas Literarias, Fondo Editorial Universidad Eafit, Medellín, Colombia.
- 2002- Roberto Henríquez (antologador), VIVEN (Periplo por los poetas de Chile), RIL Editores, Santiago, Chile.
- 2001- Armando Roa Vial y Francisco Véjar (antologadores), Georg Trakl, Homenaje desde Chile, editorial Universitaria, Santiago, Chile.
- 2001- Jorge Fondebrider (antologador), La Buenos Aires Ajena, EMECE, Buenos Aires, Argentina.
- 2001- Idea Vilariño (antologadora), Antología Poética de Mujeres Hispanoamericanas (siglo XX), ediciones de la Banda Oriental, Montevideo, Uruguay.
- 2000- Carlos Órdenes Pincheira (antologador), Mujeres en la Poesía Chilena Actual, editorial Semejanza, Santiago, Chile.
- 2000- Linda Koski (antologadora), Mujeres Poetas de Chile, editorial Cuarto Propio, Santiago, Chile.
- 1998- Eugenia Brito (antologadora), Antología de Poetas Chilenas, Confiscación y Silencio, editorial Dolmen, Santiago, Chile.
- 1998- Isaac Goldemberg (antologador), El gran libro de América judía, editorial de la Universidad de Puerto Rico, San Juan, Puerto Rico.
- 1997- Reinaldo Marchant (antologador), Antología Poética, Embajada de Chile en Uruguay.
- 1997- Consuelo Treviño (antologadora), Norte y Sur de la Poesía Iberoamericana, editorial Verbum, Madrid, España.
- 1996- Jorge Tellier (antologador), Poesía Universal Traducida por Poetas Chilenos, editorial Universitaria, Santiago, Chile.
- 1996- Teresa Calderón, Lila Calderón, Tomás Harris (antologadores), Veinticinco años de Poesía Chilena (1970-1995), Tierra Firme, Fondo de Cultura Económica, Santiago, Chile.
- 1993- Poesía Chilena-La Generación N.N. (1973-1991), Aristóteles España, Ediciones La Pata de Liebre, Punta Arenas, Chile.
- 1992- Muestra Literatura Chilena, SECH-PRED, Santiago, Chile.
- 1991- Encuentro Nacional de Poetas, PRED, Santiago, Chile.
- 1991- Manuel Jofré, En el ojo del huracán. Una antología de 39 poetas chilenos jóvenes, Documentas/Cordillera, Stgo., Chile.
- 1989- María Teresa Adriasola y Verónica Zondek (antologadoras) Cartas al Azar, muestra de poesía chilena, editorial Ergo Sum, Santiago, Chile.
- 1987- Inge Corssen (antologadora), La Mujer en la Poesía Chilena de los 80, Cuarto Propio, Santiago, Chile.
- 1985- Antología de la nueva poesía chilena, Juan Villegas, La Noria, Stgo., Chile.

### Traducciones
- 2021- La morgue y otros poemas, de Gottfried Benn, Editorial UACh, Colección Caballo de Proa, Valdivia, Chile
- 2020- El mundo es redondo, de Gertrude Stein, Editorial Bisturí 10, Santiago, Chile
- 2020- Red Doc>, de Anne Carson, Ediciones UNIANDES, Bogotá, Colombia
- 2019- Zumbido, de Emily Dickinson, con Rodrigo Olavarría y Enrique Winter, Editorial Universidad de Valparaíso, Valparaíso, Chile
- 2018- Poema de mis derechos de June Jordan, re-edición, Editorial Cuadro de Tiza, Santiago, Chile
- 2018- RED DOC> de Anne Carson, Bajo la Luna, Buenos Aires, Argentina
- 2018- RED DOC> de Anne Carson, LOM Ediciones, Santiago, Chile
- 2018-  La muerte de los padres de Anne Sexton, Zindo & Gafuri, Buenos >Aires, Argentina
- 2017- RED DOC> de Anne Carson, Trilce Ediciones, Ciudad de México, México
- 2014- El bebé de la muerte y otros poemas, Anne Sexton, Editorial Calabaza del Diablo, Santiago, Chile
- 2012- La morgue y otros poemas, Gottfried Benn, revista electrónica No retornable, Bs. Argentina
- 2010- Poema de mis derechos, de June Jordan, Editorial Cuadro de Tiza, Santiago, Chile
- 1994- Traducción al español del inglés Traducción Poemas de Derek Walcott, Plaquette, ediciones Bajo el Volcán, Santiago, Chile.
- 1988- Traducción al español de libro sobre Gabriela Mistral escrito por la profesora Elizabeth Horan y ganador del concurso organizado por el gobierno de Chile y las Naciones Unidas con motivo del centenario de la poeta.
- 1980- Traducción del español al inglés de textos de los libros apócrifos de la Biblia del Doctor Jorge Plescof. Jerusalén, Israel

### Artículos y poemas publicados en revistas
- 2021, diciembre, N.º 36, Anales de Literatura chilena, Pontificia Universidad Católica de Chile, en Notas y Documentos-Flor de Cultivo (ensayo sobre Gabriela Mistral), Santiago, Chile
- 2021, diciembre, La palabra quebrada, suplemento cultural El Ciudadano, El taller del Traductor, Valparaíso, Chile
- 2021, 24 de agosto, Viaje Inconcluso, Suplemento literario de Editorial Bogavantes, “Ya no se siembra al ritmo de la luna”, Temuco-Valparaíso, Chile
- 2021, Hueso Húmero Nº74, Perú, poemas en antología “nueva poesía chilena” de Felipe Cussen, Lima, Perú
- 2021, invierno, Revista Simpson 7, Nueva Época, n.º 5, poemas traducidos de E. Dickinson, SECH, Santiago, Chile
- 26 de mayo de 2021, La palabra quebrada, suplemento cultural El ciudadano, El baile de me corto el cordón y qué, Valparaíso, Chile
- 2021, abril, revista Trilce, Nº41, poema Un, dos, tres, momia es…, Concepción, Chile
- 2020, septiembre, revista Elipsis, poesía y literatura desde el sur, fragmento de mi traducción The World is Round de Gertrude Stein, Ed. Bisturí 10
- 2020, 3 agosto, CAMM (Centro de arte molino Machmar), Ventana Cultural, Cecilia Casanova: Mundos quietos de aguas profundas, Pto. Varas, Chile
- 2020, 21 de abril, Revista Culto, diario la tercera, entrevista sobre Emily Dickinson hecha por Pablo Retamal
- 2020, Revista Documentos Lingüísticos y literarios, Revista UACh, discurso academia, recepción academia y presentaciones de Jorge Polanco y Pedro Araya
- 2019, en revista Det Poetiske Bureau, número 21, nov. , Dinamarca, Ubekvemme baester (Animales desagradables)
- 2019, en revista Medio Rural, año 6, director José Tomás Labarthe, Conversación con Verónica Zondek por Jorge Polanco, Maule, Año 6.
- 2019, en Revista Provinciana, (Bosques, Desierto, Caminos) Revista de literatura y pensamiento, N.º 2, Director Cristián Arregui Berguer, fragmento de Instalaciones de la memoria, Editorial UV (Universidad de Valparaíso), Valparaíso- Aysén
- 2018, en Grado Cero (suplemento de literatura en El Ciudadano, noviembre 2018), fragmento de Fuego Frío a página completa, Santiago, Chile
- 2018, en Grado Cero (suplemento de literatura en El Ciudadano, septiembre 2018), entrevista:  La nueva traducción chilena por Cristóbal Gaete, Santiago, Chile
- 2018, “Make” Literary Magazine, Issue seventeen (2017-2018), poemas traducidos al inglés de Por gracia de hombre por Madelaine Vardell (Delivery of an Undocumented, Untitled, Disappeared Detainee), p. 60-65, Chicago, USA
- 2017, A Cielo Abierto 6.º, Festival Internacional de poesía-Valparaíso-Italia, 1-4 de noviembre, Valparaíso, Chile
- 2017, Cuaderno, Número especial: Premio a la trayectoria (Fundación Fundación Pablo Neruda), N.º 77
- 2016, Nayagua (Fundación Centro de Poesía José Fierro), N.º 23, febrero, p. 276  Madrid, España. Artículo sobre Sedimentos escrito por María Ängeles Pérez López
- 2015, primavera 2015, Revista Cuaderno, Fundación Pablo Neruda, N.º 73, p.22.  Santiago Chile
- 2014- Sibila 44, Revista de Arter, música y literatura, Sevilla, España
- 2014-Subverso (www.subverso.es), revista web Universidad de Valladolid en colaboración con la Cátedra Miguel Delibes, prólogo Enrique Winter a reedición Alquimia de VAGIDO
- 2014-  De Cierto Lugar, literatura desde el norte de Chile, Copiapó, Chile (Entre orillas: de la hermandad del luto a la resiliencia más el Canto IV del poema Fuego Frío.
- 2013-  Mandorla N.º 16. Revista “Nuevas Escrituras de las Américas”, Illinois State University English Dept., Estados Unidos.
- 2013- SITIOCERO. Revista electrónica conversaciones sobre y desde las comunicaciones, 2 de junio, Santiago, Chile (http://sitiocero.net/2013/las-ciudades-de-la-poesia/)
- 2013-  Ángulo Recto. Revista de estudios sobre la ciudad como espacio., vol. 5, n.º 1, Universidad Complutence de Madrid (http://www.ucm.es/info/angulo), Madrid España
- 2012- Revista Nayagua N.º 17, julio , revista de poesía Fundación Centro de Poesía José Hierro,  Madrid, España
- 2012- Revista Fornix Nº 10, Memoria 1.er Festival de poesía de Lima, Lima, Perú
- 2011-  Cuadernos Atenea, Edson Faúndez y Dieter Oelker L. (editores)  Guardo el signo y agradezco, aproximaciones críticas a la obra de Gabriela Mistral, Editorial Universidad de Concepción, Concepción, Chile
- 2011- SIBILA, revista de arte, música y literatura, No 37, Sevilla, España VIII. Mal de sangre p. 6-7
- 2011- La vaquita N.º 5/ 2010-2011, Valdivia, Chile
- 2011- Caballo de Proa N.º 75, julio 2011, Valdivia, Chile.  Poema contraportada
- 2011- Periódico de Poesía, N.º 42, septiembre, poemas, UNAM, México
- 2011- Ñ, Revista de Cultura diario Clarín, sept. 3, “Qué es el Castellano”, Buenos Aires, Argentina
- 2011- PERIODICO DE POESÍA, N.º 40, junio, artículo sobre traducción,  revista de poesía, UNAM, México
- 2010- “HISPAMERICA”, N.º 116, agosto, año XXXIX, revista de literatura, Rockville, Maryland, USA
- 2010-  “PROMETEO”, No 86-87  revista de poesía, Memoria del XX Festival Internacional de Poesía de Medellín, Medellín, Colombia
- 2010-  “INCISOS”, junio, Año 3, Revista literaria alumnos Escuela de Derecho, Universidad Austral de Valdivia,
- 2009-  “SIBILA- 29”, Revista de Arte, Música y Literatura, Sevilla, enero 2009
- 2009-   “INCISOS”, Marzo, Año 2, 2.ª edición, revista de los alumnos de la Fac. de Derecho de la Universidad Austral de Chile
- 2009-  Revista electrónica  “Encrucijadas, diálogos y perspectivas”, Año 1, No 3, febrero.  Universidad Central de Venezuela (www. cipost.org.)
- sin fecha- “MUJERES DE PALABRAS”, muestra de escritoras chilenas, División de Educación general, Ministerio de Educación, Chile
- 2008-  “LUVINA”, 53, invierno 2008, Revista literaria de la Universidad de Guadalajara, Dossier “Tiempo de Irlanda”
- 2008-  “Revista Casa de las Américas”, No 253, La Habana, Cuba.
- 2007- “TRILCE”, N.º 18 julio, Concepción, Chile.
- 2006- “Documentos Lingüísticos y Literarios”. Revista de la Facultad de Filosofía y Humanidades de la Universidad Austral de Chile. Octubre. Valdivia, Chile.
- 2006-. “Matanzas”, septiembre-diciembre. Matanzas, Cuba.
- 2006- “Taller de Letras”, Revista de la Facultad de Letras de la Universidad Católica de Chile, Santiago, Chile.
- 2006- “Revista Poesía 080”, Barcelona, España.
- 2006- “Caballo de Proa”, Valdivia, Chile.
- 2006 y 2005- Museo Salvaje, Santa Rosa, Argentina.
- 2005- “El Pluviómetro”, N.º 0, septiembre. Valdivia, Chile.
- 2005- “Pausa”, Revista del Consejo Nacional de la Cultura y Las Artes”, N.º 5, octubre. Valparaíso, Chile.
- 2005- “El Navegante”, Revista de Literatura Universidad del Desarrollo.
- 2004- “NOMADIAS, Feminista, Escrituras de Mujeres en Chile, Serie Monográfica”, N.º 7 marzo. Santiago, Chile.
- 2004- “FORNIX (Nª ¾)”, Revista de Creación y Crítica, julio, Lima, Perú.
- 2004- “Revista Heterogénesis”, N.º 48, Suecia.
- 2004- “Comunidad de Lectores”, N.º 1, LOM.
- 2003- “Jauría”, N.º 1, abril, Temuco, Chile.
- 2003- “TRILCE”, N.º 10 abril, Concepción, Chile.
- 2003- “Ginebra Magnolia 2/3, Panorama Contemporáneo de la Poesía del Sur”, octubre, Lima, Perú
- 2003- “Revista TSE-TSE”, N.º 13, octubre, Buenos Aires, Argentina.
- 2002- “TRILCE”
- 2002- “Nomadias”, N.º 6 junio, Santiago, Chile.
- 2002- “Claroscuro”, Revista de Difusión Literaria”
- 1996- “Cultura”, octubre, Santiago, Chile.
- 1995- “Tercer Milenio”, Año II N.º 1 , Nueva York, USA.
- 1995- “Cuadernos”, Fundación Pablo Neruda, otoño, N.º 22.
- 1995- “Las Hojas del diluvio”,  colección de pliegos de Héctor Rosales, Barcelona, julio
- 1994- “Reflejos”, Revista del Dpto. de Estudios españoles y latinoamericanos de la    Universidad Hebrea de Jerusalén, N.º 3, diciembre
- 1993- “El Jabalí”, año 1, Buenos Aires, Argentina.
- 1992- “Revista Arte”, año 1, Valparaíso, Chile.
- 1992- “Diario de Poesía”, Buenos Aires, Argentina.
- 1992- “Simpson 7”, N.º 1, Santiago, Chile.
- 1990- “RESE - A”, N.º 6, Santiago, Chile
- 1990- “RESE - A”, N.º 7, Santiago, Chile.
- 1990- “Mundo”, N.º 97, Santiago, Chile.
- 1989- “Miradas”, N.º 3, Santiago, Chile.
- 1988- “Miradas”, N.º 2, Santiago, Chile.
- 1988- “Euridice”, N.º 2, Valparaíso, Chile.
- 1987- “La Casta - A”, N.º 7, Santiago, Chile.
- 1987- “LAR”, N.º 11, Concepción, Chile.
- 1987- “Araucaria”, N.º 38, Madrid, España.
- 1987- “El Organillo”, N.º 9, Santiago, Chile.
- 1987- “Pluma y Pincel”, N.º 20, Santiago, Chile.
- 1986- “LAR”, N.º 8 y N.º 9, Concepción, Chile.
- 1986- “El Organillo”, N.º 3, Santiago, Chile.
- 1985- “Poesía Diaria”, N.º 7. Temuco, Chile.
- 1985- “ALEPH”, N.º 4, Tel Aviv, Israel.
- 1985- “Pluma y Pincel”. Santiago, Chile.
- 1983- N.º 0, Tel Aviv, Israel.
- “El espíritu del Valle”, 2-3,4-5, Santiago, Chile.
- “Palabra de Mujer”, N.º 4, Santiago, Chile.
- “Último Reino”, Argentina.
- “Crítica”, Puebla, México.
- “Post Data”.
- “Mapocho”, N.º 44, Santiago, Chile.
- “Memoria 1999”, Centro Cultural de España.
- “RIL” N.º 3 y N.º 4.
- EVOHE”, Revista Universidad de Lima. Lima, Perú.
- “La Pata de Liebre”, Santiago, Chile

## Premios, reconocimientos y becas
- 2021, Medalla de honor (Ibby Honour List), Categoría traductora, Stgo. Chile. Traducción de The World is Round de la escritora Gertrude Stein.
- 2021, Medalla Colibrí, Categoría mejor traducción, Ibby Chile 2021, Santiago, Chile. Traducción de The World is Round de la escritora Gertrude Stein.
- 2018, Premio Espíritu Sur Mujer. Valdivia, Chile.
- 2017, Premio a la Trayectoria Poética. Festival de poesía La Chascona. Fundación Neruda.x|
- 2015, Fondo del Libro, Fomento a la industria editorial 2015, proyecto Obra Reunida, Gabriela Mistral, Mi culpa fue la palabra, folio 91127, Valdivia-Santiago, Chile
- 2015, Ventanilla abierta Línea de apoyo para desarrollo y difusión de autores, obras e industria editorial. Stgo., Chile (Sedimentos. Presentaciones en Madrid, Zaragosa, Valencia y Barcelona, folio n.º 204023)
- 2015, Banff, Banff International Literary Translation Centre, Alberta, Canadá, Beca pasantía y residencia de 3 semanas otorgada para terminar la traducción de la poeta canadiense Anne Carson
- 2015, Fondos de Cultura 2015, Fondo del Libro, Nacional, Gabriela Mistral, Obra Poética
- 2012, CONARTE (Premio otorgado por la Corporación Cultural de la Municipal de Valdivia –CCM-) para la publicación del libro LA CIUDAD QUE HABITO
- 2007, Beca Fondart, Proyecto Raíz del Viento. Autor: Abel Lagos, coautora, Verónica Zondek.
- 2006, Beca Fomento de la creación literaria del Fondo Nacional de Fomento del libro y la lectura. Chile.
- 1997, Beca Fondo del Libro.
- 1997, Beca Fondart.